# Nickel (Taunus)
Der Nickel ist ein 517,3 m ü. NHN hoher Berg im Taunus. Die Südhälfte ist Teil der Gemarkung Oberjosbach der Gemeinde Niedernhausen und die Nordhälfte  Teil der Gemarkung Lenzhahn der Stadt Idstein im hessischen Rheingau-Taunus-Kreis.

## Geographie

### Lage
Im ehemals dicht bewaldeten Nickel gipfelt der rund viereinhalb Kilometer lange Abschnitt des Taunushauptkamms zwischen den Tälern des Daisbachs im Westen und des Dattenbachs im Osten. Westlich wird die Kammlinie von der Hohen Kanzel und östlich vom Feldberg weitergeführt. Zum Nickel zählen als Nebengipfel im Süden der Buchwaldskopf und im Südosten der Große Lindenkopf. Den Waldrand des Nickel umgeben einige Ansiedlungen. Auf der Südostflanke am Josbach liegt Oberjosbach, auf der Südwestflanke das Baugebiet Lenzhahner Weg (entstanden um  etwa 1970) der Kerngemeinde Niedernhausen, im Westen Oberseelbach und im Nordwesten Lenzhahn.
Der Nickel liegt an der Ostgrenze des Naturparks Rhein-Taunus.

### Naturräumliche Zuordnung
Der Nickel gehört in der naturräumlichen Haupteinheitengruppe Taunus (Nr. 30) und in der Haupteinheit Hoher Taunus (301) zur Untereinheit Feldberg-Taunuskamm (301.3).

## Nachweis
1. 1 2  Topographische Karte Hochtaunus, TF 25-3, M = 1:25.000, Hessische Verwaltung für Bodenmanagement und Geoinformation, 1997, ISBN 3-89446-268-X